# Balbina Martínez Caviró
Balbina Martínez Caviró (Madrid, 5 de agosto de 1926-Madrid, 3 de julio de 2019) profesora e historiadora española especializada en la investigación relacionada con temas de arte mudéjar, cerámica y la ciudad de Toledo.

## Biografía
Alumna de la Universidad Complutense de Madrid, tras licenciarse en Derecho e Historia, se doctoró «cum laude» con una tesis sobre “El arte mudéjar toledano”.
A lo largo de su carrera docente ha sido profesora en varias instituciones y departamentos universitarios, entre ellos, de la Facultad de Geografía e Historia de la Universidad Complutense y de la Fundación Arte y Cultura, desde 1968; profesora de la Asociación de Universitarias Españolas, desde 1971; profesora titular de la cátedra de “Arte medieval árabe y cristiano” de la Facultad de Geografía e Historia de la Universidad Complutense, desde 1984 y profesora extraordinaria de la Universidad San Pablo CEU, desde 1995. También fue nombrada en 1972 directora del Museo del Instituto Valencia de Don Juan, y miembro Correspondiente de la Sociedad Hispánica de América, desde 1979.
Como especialista en campos de artesanía mudéjar participó en el I y II Simposios de Mudejarismo, celebrados en Teruel (1975 y 1981); así como en el XXIII Congreso Internacional de Historia del Arte, celebrado en Granada (1973), y en el Simposio Internacional sobre “El legado de Al-Andalus. El arte andalusí en los reinos de Castilla durante la Edad Media” (2006). También estuvo presente en los Colloques Internationaux , CNRS, dedicados a “La Céramique Medieval en la Mediterranée Occidental, X-XV Siècles”, reunidos en Valbonne en 1978, con un estudio sobre las lozas doradas levantinas.

## Selección de obras
De su obra publicada entre 1971 y 2014, pueden destacarse:
- Porcelana del Buen Retiro; Instituto Diego Velázquez, 1973.
- Cerámica española en el Instituto Valencia de Don Juan: Paterna, Aragón, Cataluña, "Cuerda Seca", Talavera de la Reina, Alcora, Manises; Instituto Valencia de Don Juan, 1978. ISBN 84-400-4361-9
- La loza dorada; Editora Nacional, 1983. ISBN 84-276-0616-8
- Cerámica de Talavera; Instituto Diego Velázquez, 1984. ISBN 84-00-03256-X
- Conventos de Toledo (Toledo, Castilla interior); Madrid. El Viso, 1990. ISBN 84-86022-39-8
- Cerámica hispanomusulmana: andalusí y mudéjar; Madrid. El Viso, 1991. ISBN 84-86022-59-2
- Tres mujeres en la vida de El Greco; Madrid. Caviró Pérez, 2013. ISBN 978-84-616-4956-3

## Reconocimientos
En 2016 la Real Asociación de Hidalgos de España le concedió el VI Premio Hidalgos de España en Genealogía, Heráldica y Nobiliaria por Las magníficas señoras y los linajes toledanos.